# NBA All-Star Game 1991
Le NBA All-Star Game 1991 s’est déroulé le 10 février 1991 dans le Charlotte Coliseum de Charlotte.

## Effectif All-Star de l’Est
- Larry Bird (Celtics de Boston)
- Michael Jordan (Bulls de Chicago)
- Joe Dumars (Pistons de Détroit)
- Charles Barkley (76ers de Philadelphie)
- Alvin Robertson (Bucks de Milwaukee)
- Kevin McHale (Celtics de Boston)
- Ricky Pierce (Bucks de Milwaukee)
- Bernard King (Washington Bullets)
- Robert Parish (Celtics de Boston)
- Dominique Wilkins (Hawks d’Atlanta)
- Patrick Ewing (Knicks de New York)
- Brad Daugherty (Cavaliers de Cleveland)
- Hersey Hawkins (76ers de Philadelphie)

## Effectif All-Star de l’Ouest
- Magic Johnson (Lakers de Los Angeles)
- James Worthy (Lakers de Los Angeles)
- David Robinson (Spurs de San Antonio)
- Karl Malone (Jazz de l’Utah)
- Kevin Duckworth (Trail Blazers de Portland)
- Kevin Johnson (Suns de Phoenix)
- Clyde Drexler (Trail Blazers de Portland)
- John Stockton (Jazz de l’Utah)
- Tom Chambers (Suns de Phoenix)
- Chris Mullin (Warriors de Golden State)
- Tim Hardaway (Warriors de Golden State)
- Terry Porter (Trail Blazers de Portland)

## Concours
Vainqueur du concours de tir à 3 points : Craig Hodges
Vainqueur du concours de dunk : Dee Brown